# Nicsara insulana
Nicsara insulana är en insektsart som beskrevs av Willemse, C. 1966. Nicsara insulana ingår i släktet Nicsara och familjen vårtbitare. Inga underarter finns listade i Catalogue of Life.